# Ортонормований базис
В скінченновимірному унітарному векторному просторі розмірності n, кожна ортонормована система із n векторів утворює ортонормований базис.

## Загальне твердження
В кожному гільбертовому просторі {\displaystyle {\mathcal {U}}}, ортонормована система векторів {\displaystyle \mathbf {u} _{1},\mathbf {u} _{2},\dots } утворює ортонормований базис тоді і тільки тоді, коли вона задовільняє наступним умовам:
1. Довільний вектор {\displaystyle \mathbf {a} \in {\mathcal {U}}} може бути записано у вигляді:
{\displaystyle \mathbf {a} ={\hat {\alpha }}_{1}\mathbf {u} _{1}+{\hat {\alpha }}_{2}\mathbf {u} _{2}+\dots }, де {\displaystyle {\hat {\alpha }}_{k}=(\mathbf {u} _{k},\mathbf {a} )} (k = 1, 2, …)
2. Для будь-якого вектора {\displaystyle \mathbf {a} ={\hat {\alpha }}_{1}\mathbf {u} _{1}+{\hat {\alpha }}_{2}\mathbf {u} _{2}+\dots }
{\displaystyle \|\mathbf {a} \|^{2}=|{\hat {\alpha }}_{1}|^{2}+|{\hat {\alpha }}_{2}|^{2}+\dots }(рівність Персеваля)
3. Для довільної пари векторів {\displaystyle \mathbf {a} ={\hat {\alpha }}_{1}\mathbf {u} _{1}+{\hat {\alpha }}_{2}\mathbf {u} _{2}+\dots } та {\displaystyle \mathbf {b} ={\hat {\beta }}_{1}\mathrm {u} _{1}+{\hat {\beta }}_{2}\mathrm {u} _{2}+\dots }
{\displaystyle (\mathbf {a} ,\mathbf {b} )={\bar {\hat {\alpha }}}_{1}\beta _{1}+{\bar {\hat {\alpha }}}_{2}\beta _{2}+\dots }
4. Ортонормована система u1, u2, … не міститься в жодній іншій ортонормованій системі простору {\displaystyle {\mathcal {U}}}. Для довільного вектора {\displaystyle a\in {\mathcal {U}}} із (uk, a) = 0 (k = 1, 2, …) випливає, що a = 0.

З кожної із цих чотирьох умов випливають три інших.

## Зауваження
Звернемо увагу на те, що якщо a та a'  — два вектори з одними і тими ж координатами âk то ǁa − a' ǁ = 0 (теорема єдиності).